# Charles Knode
Charles Knode (* 1942; † 16. Februar 2023) war ein britischer Kostümbildner.

## Leben
Knode wurde an der Wimbledon School of Art ausgebildet. Er begann seine Karriere 1967 beim Fernsehen. Zu seinen frühen Arbeiten zählt der Fernsehfilm Die drei Prinzen von 1968 mit Timothy Dalton in der Hauptrolle. 1974 war er für die Miniserie Krieg und Frieden erstmals für den Primetime Emmy nominiert. Im darauf folgenden Jahr trat er in zwei verschiedenen, im Abspann nicht genannten, kleinen Rollen in der Monty Python-Filmkomödie Die Ritter der Kokosnuß auf. Er arbeitete 1977 an Terry Gilliams Jabberwocky und 1979 an Das Leben des Brian, wo er ein weiteres Mal einen Statistenauftritt absolvierte. 1983 erhielt er den BAFTA Film Awards in der Kategorie Beste Kostüme für Blade Runner.
1996 war er für den Oscar in der Kategorie Bestes Kostümdesign für Braveheart nominiert, zudem erhielt er seinen zweiten BAFTA Film Award. 1999 wurde er mit dem Primetime Emmy für den Fernsehfilm Alice im Wunderland ausgezeichnet.
Er starb am 16. Februar 2023 im Alter von 80 Jahren.

## Filmografie (Auswahl)
- 1968: Die drei Prinzen (The Three Princes) (Fernsehfilm)
- 1972–1973: Krieg und Frieden (War and Peace) (Miniserie)
- 1977: Jabberwocky
- 1979: Das Leben des Brian (Monty Python’s Life of Brian)
- 1982: Blade Runner (Blade Runner)
- 1983: Sag niemals nie (Never Say Never Again)
- 1985: Legende
- 1989: Weiße Zeit der Dürre (Dry White Season)
- 1992: 1492 – Die Eroberung des Paradieses (1492: Conquest of Paradise)
- 1995: Braveheart
- 1999: Alice im Wunderland (Alice in Wonderland) (Fernsehfilm)
- 2000: Don Quichotte (Fernsehfilm)
- 2002: Dinotopia (Miniserie)

## Auszeichnungen

### Academy Awards
- 1996: Oscar-Nominierung in der Kategorie Bestes Kostümdesign für Braveheart

### Primetime Emmy Awards
- 1974: Primetime-Emmy-Nominierung in der Kategorie Outstanding Achievement in Costume Design für Krieg und Frieden
- 1998: Primetime-Emmy-Nominierung in der Kategorie Outstanding Costume Design for a Miniseries or a Movie für Snow White: A Tale of Terror
- 1999: Primetime Emmy in der Kategorie Outstanding Costume Design for a Miniseries or a Movie für Alice im Wunderland
- 2000: Primetime-Emmy-Nominierung in der Kategorie Outstanding Costumes for a Miniseries, Movie or a Special für Don Quixote
- 2002: Primetime-Emmy-Nominierung in der Kategorie Outstanding Costumes for a Miniseries, Movie or a Special für Dinotopia

### BAFTA Awards
- 1983: BAFTA Film Award in der Kategorie Beste Kostüme für Blade Runner
- 1986: BAFTA-Film-Award-Nominierung in der Kategorie Beste Kostüme für Legend
- 1996: BAFTA Film Award in der Kategorie Beste Kostüme für Braveheart

### Academy of Science Fiction, Fantasy & Horror Films, USA
- 1996: Saturn-Award-Nominierung in der Kategorie Bestes Kostüm für Braveheart